# Paratoxopoda crassiforceps
Paratoxopoda crassiforceps är en tvåvingeart som beskrevs av Oswald Duda 1926. Paratoxopoda crassiforceps ingår i släktet Paratoxopoda och familjen svängflugor. Inga underarter finns listade i Catalogue of Life.